# Diaphorocera chrysoprasis
Diaphorocera chrysoprasis es una especie de coleóptero de la familia Meloidae.

## Distribución geográfica
Habita en Mauritania, Túnez, Libia y Argelia.